# Daala
Daala — свободный формат сжатия видео и референсный видеокодек, разрабатываемые в Xiph.Org в качестве альтернативы форматам HEVC (H.265) и VP9. Daala будет использовать Lapped transform для устранения блочных артефактов, часто проявляющихся в других стандартах сжатия видео, непосредственно использующих дискретное косинусное преобразование. В июне 2013 Крис Монтгомери, основатель Xiph.org, заявил, что целью проекта Daala будет сжатие более эффективное, чем у HEVC и VP9. Спонсором разработки Daala является Mozilla Foundation. Окончание разработки запланировано на 2015 год.
По состоянию на конец 2013 года Daala всё ещё далека от практического применения.

## История
30 мая 2013 года была представлена альфа-версия прототипа кодека Daala и передача потокового видео с её помощью.
20 июня 2013 описание Daala было опубликовано на сайте Xiph.Org Foundation.
23 июля 2013 года опубликована вторая часть описания Daala, вводящая предсказание в частотном домене.
12 августа 2013 года опубликована третья часть описания, разъясняющая переключение между временным и частотным доменами.
17 октября 2013 года опубликована четвёртая часть с описанием предсказания Chroma/Luma каналов в Daala.
1 сентября 2015 года Mozilla объявила, что Альянс для Открытого Медиа будет использовать наработки Daala в разработке нового видеокодека AOMedia Video 1 (AV1), свободного от лицензионных выплат.

## Алгоритм
В качестве основного алгоритма сжатия макроблоков выступает, в отличие от многих существующих стандартов, не просто комбинация DCT с последующим фильтром деблокинга, а один из вариантов lapped transform. В нём перед кодированием DCT дополнительно применяется фильтр, обратный фильтру деблокинга. В результате эффективность сжатия изображения выше, чем DCT и вейвлетов.
Также Daala использует иной метод предсказания содержимого блока. В обычных кодеках для предсказания используются только ближайшие пиксели из ранее декодированных блоков. Daala не может применять такой подход, так как в lapped transform нет деления на блоки, поэтому используется предсказание в частотном домене. В частности, благодаря этому Daala лучше обрабатывает изображения с периодическими текстурами, сложными для DCT.
Продолжаются эксперименты по применению пирамидального векторного квантования, разработанного в проекте Opus.